# Obizzo III d’Este
Obizzo III d’Este (ur. 14 lipca 1294, zm. 20 marca 1352) – senior Ferrary w latach 1317-1352, początkowo rządził wspólnie z braćmi rodzonymi i przyrodnimi. W 1336 roku odzyskał Modenę, w 1344 – objął władzę w Parmie.

## Życiorys

### W Modenie i Bolonii
Obizzo III był najmłodszym synem Aldobrandina II d’Este (zm. 1326) i jego żony Aldy Rangoni, córki Tobiasza Rangoniego. Przyszedł na świat 14 lipca 1294 roku. Rok wcześniej jego dziadek  Obizzo II został zamordowany przez stryja Azza VIII, być może działającego wspólnie z Aldobrandinem II, ponieważ chciał osadzić na tronie Ferrary najmłodszego Franciszka z pominięciem starszych synów. Ferrara stanowiła lenno papieskie. Udzielając  inwestytury kolejnemu markizowi Ferrary papieże nie kierowali się prawem starszeństwa i nie uważali za konieczne udzielać następstwa w linii prostej, ale w zależności od potrzeb chwili zatwierdzali na tronie albo bastardów panującego, albo nawet jego braci. Doprowadzało do walk o władzę wewnątrz rodziny po śmierci każdego z panujących. Po śmierci Obizza II, Azzo VIII próbował objąć samodzielnie rządy nad Ferrarą, Modeną i Reggio, ostatecznie jednak musiał ustąpić wobec sprzeciwu braci i oddać Aldobrandinowi II Modenę, Lendinarę i Rovigo, a młodszemu Franciszkowi – Reggio. 
Do kolejnego kryzysu doszło po śmierci Azza VIII w 1308 roku. Przed śmiercią próbował on przekazać władzę nad Ferrarą swemu wnukowi Fulko, czym wywołał sprzeciw swoich braci. Franciszek zwrócił się wówczas o pomoc do Padwy i papieża. Ostatecznie Frescowi, nieślubnemu synowi Azza, VIII udało się utrzymać w Ferrarze przy pomocy Wenecjan do października 1308 roku. W październiku jego syn Fulko wezwał na pomoc wojska weneckie. W 1310 roku Wenecjan wyparły z Ferrary wojska papieskie. Na kilka lat Ferrara znalazła się pod bezpośrednim zarządem papieża. Po tych wydarzeniach Obizzo III znalazł się na wygnaniu w Bolonii.

### Rządy w Ferrarze
Powrót do Ferrary umożliwiło mu antypapieskie powstanie ludności w 1317 roku. Po wypędzeniu papieskiego zarządcy w Ferrarze przywrócono signorię, którą powierzono synom Franciszka d’Este: Azzowi IX i Bertoldowi oraz synom Aldobrandina: Rejnoldowi II, Mikołajowi I i Obizzowi III. Azzo IX zmarł w 1318 roku, Bertoldo w 1343 roku. Rinaldo, mianowany w 1329 roku na dziesięć lat wikariuszem papieskim w Ferrarze, zmarł w 1335 roku; Mikołaj I w 1344 roku. Obizzo III stopniowo umacniał swoją pozycję w Ferrarze. W 1336 roku odzyskał Modenę, w 1346 Argente i San Felice. W 1344 roku został poproszony przez miejscową szlachtę o objęcie urzędu signora Parmy.
Obizzo miał skłonność do zbytku i przepychu. Po zaciętej wojnie z Republiką Wenecką, udał się na rozmowy pokojowe na specjalnie w tym celu zbudowanej kilkupiętrowej galerze, ozdobionej najkosztowniejszymi materiałami. Na świetne turnieje rycerskie zjeżdżało się do Ferrary rycerstwo z całych Włoch. Na swoim dworze utrzymywał błazna Gonellę, o którym Franco Sachetti napisał siedem nowel. Jedna z nich świadczy o wyrozumiałości markiza. Gonella dopuścił się pewnego razu przewinienia, za które Obizzo kazał mu opuścić Ferrarę i zagroził, że jeśli błazen stanie kiedykolwiek na ferraryjskiej ziemi, każe mu ściąć głowę. Gonella udał się do Bolonii, kupił wóz z końmi, kazał nań nasypać bolońskiej ziemi i powrócił na wozie do Ferrary. Markiz rozbawiony darował Gonelli winę.

## Rodzina
Obizzo III poślubił w Bolonii w maju 1317 roku Giacomę Pepoli, córkę Roma Pepoli.
W Bolonii poznał też Obizzo piękną Lippę Ariosto, córkę patrycjuszowskiej rodziny bolońskiej, która była jego kochanką przez dwadzieścia lat rodząc mu jedenaścioro dzieci: siedmiu synów i cztery córki. Przed śmiercią Lippy w 1347 roku Obizzo III poślubił ją i uznał zrodzone z niej potomstwo. W ślad za Lippą osiedlił się w Ferrarze jej stryjeczny brat Niccolò, który stał się założycielem tej linii Ariostów, z której wywodzi się poeta Ludovico Ariosto. Ze związku Obizza III z Lippą urodzili się:
- Alda (1333-1381) – w 1356 roku poślubiła Ludwika Gonzagę, władcę Mantui
- Alisia – w 1349 roku poślubiła Guido da Polentę, władcę Rawenny
- Rinaldo
- Aldobrandino III (1335-1361) – markiz Ferrary w latach 1352-1361
- Mikołaj II Il Zoppo (1338-1388) – markiz Ferrary w latach 1361-1388
- Azzo
- Hugo (1344-1370)
- Beatrycze (zm. 1387) – w 1365 roku poślubiła Waldemara I, grafa Anhalt

Obizzo III miał ponadto czworo nieślubnych dzieci:
- Alberta (1347-1393) – markiza Ferrary w latach 1388-1393
- Konstancję
- Fulka
- i Jana[4]